# (72640) 2001 FQ37
(72640) 2001 FQ37 – planetoida z pasa głównego asteroid okrążająca Słońce w ciągu 5,43 lat w średniej odległości 3,09 j.a. Odkryta 18 marca 2001 roku.